# Стадион имени сэра Джона Гиса
Стадион имени сэра Джона Гиса (англ. Sir John Guise Stadium) — многофункциональный спортивный и легкоатлетический комплекс, расположенный в Порт-Морсби, столице Папуа — Новой Гвинеи, и является частью более крупного спортивного округа, который также включает крытую арену, площадку для пляжного волейбола / хоккея и центр водных видов спорта. Стадион назван в честь сэра Джона Гиса, первого генерал-губернатора Папуа — Новой Гвинеи.

## История
В 1991 году стадион был открыт для проведения Южнотихоокеанских игр. Первоначальная вместимость стадиона составляла около 5000 зрителей.
27 сентября 2009 года Папуа — Новая Гвинея была выбрана местом проведения Тихоокеанских игр 2015 года. Стадион был выбран вместе с футбольным стадионом, плавательным бассейном Таурама и новым стадионом Конедобу в качестве мест для проведения игр. Контракт на выполнение работ по объекту включал: ремонт и расширение существующей трибуны, новые помещения для игроков, офисы и холлы, раздевалки, медиацентр, медицинские пункты, увеличение количества мест с примерно 5000 до 15000 зрителей, новое освещение с качеством трансляции, система громкой связи, табло и установка спортивной дорожки, сертифицированной ИААФ.
Стадион был официально открыт 12 июня 2015 года во время матча регбилиг между PNG Hunters и Souths Logan Magpies в 14-м раунде Кубка Квинсленда 2015 года. Здесь также проходили церемонии открытия и закрытия Тихоокеанских игр 2015 года.
Стадион принимал все матчи Кубка наций ОФК 2016 года, регионального чемпионата, который также служил квалификацией к Кубку конфедераций 2017 года и вторым раундом квалификации к отборочному турниру чемпионата мира по футболу 2018 года.
Стадион также был одним из мест проведения чемпионат мира по футболу 2016 года среди девушек до 20 лет.